# Таширов, Хайтахун
Хайтахун Таширов (1902—1963) — зачинатель колхозного движения в Киргизии, председатель колхоза «Кызыл-Шарк» Ошской области, дважды Герой Социалистического Труда (1951, 1957).

## Биография
Родился 15 марта (2 марта по старому стилю) 1902 года в селе Ача-Мазар Кара-Сууского района Ошской области. По национальности — дунган.
С 1937 года — председатель колхоза «Кызыл-Шарк», известного высокими урожаями хлопчатника. В 1950—1960 годах средний урожай хлопка-сырца составлял 30—34 центнера с 1 га). Позже колхоз носил имя Таширова.
Умер 10 февраля 1963 года в селе Кызыл-Шарк Кара-Сууского района Ошской области.
Член КПСС с 1944 года. Депутат Верховного Совета СССР 5-го созыва. Делегат 11-го съезда КП Киргизской ССР.

## Награды
- Дважды Герой Социалистического Труда:
  - 20.03.1951 и 15.02.1957 — за высокие урожаи хлопка.